# Empire (telenovela)
Empire (Imperio en español) es una telenovela mexicana-estadounidense producida por Fox Broadcasting Company y Televisa, de la mano de Carlos Sotomayor. Es la versión en inglés de la telenovela mexicana Imperio de cristal.
La telenovela está basada en la historia original de Orlando Merino y Jaime García Estrada y fue protagonizada por Laura Harring y J. Downing.

## Elenco
- Laura Harring .... Aileen Wilson Smith De Jarvis / De Huston / Alma Smith De Wilson
- J. Downing .... Leonardo Huston White
- Carol Mayo Jenkins .... Doña Eva White De Huston
- Henry Darrow .... Don Julián Huston Richardson
- Robert Leeshock .... Akashi Huston White
- Steven Langa .... Aisha Huston London De Paterson
- Marjorie Lovett .... Madison Grisanti Delayed
- Stacey Pickren .... Ámbar Huston White
- Julie Benz .... Marilyn Huston Richardson
- Mario Iván Martínez .... Ivan Grisanti
- Christina Carlisi .... Ángela Huston Wilkins
- Joanna Daniels .... Diane Duque
- Brook Susan Parker .... Julia Jarvis Wilson
- Dean Fortunato .... Jacobo Jarvis
- Salvador Eloani .... Daniel Wilson
- Alejandro Bracho
- Josephine Claudio
- Dave Galasso
- Claude Hart
- Matthew Leddy
- Lauren Levian
- Maya Mishalska
- Eduardo Noriega
- Mauricio Quintana
- Meagan Suárez

## Versiones
- Imperio de cristal (1994), telenovela producida por Televisa de la mano de Carlos Sotomayor y protagonizada por Rebecca Jones y Ari Telch.
- Quiero amarte, telenovela producida por Carlos Moreno Laguillo para Televisa en 2013 y protagonizada por Karyme Lozano y Cristian de la Fuente.